# 金丝刷
金丝刷（学名：Lethariella cladonioides），又名鹿心雪茶、红雪茶，是梅衣科金丝属的一种地衣。其主要特征为：地衣体灌丛枝状，质地坚硬，直立或半直立丛生，高5～10厘米，以基部固着于基物；二叉式分枝稠密，表面橙黄色至土红色。金丝刷的主要分布地区包括中国云南、西藏、四川、陕西、甘肃、青海，以及印度、尼泊尔的高海拔地区。